# Зелёная Роща (Ребрихинский район)
Зелёная Роща — село в Ребрихинском районе Алтайского края. Административный центр Зеленорощинского сельсовета.

## История
Основано в 1922 году. В 1928 году село состояло из 132 хозяйств, основное население — русские. В административном отношении являлось центром Зелёно-Рощинского сельсовета Ребрихинского района Барнаульского округа Сибирского края.

## Население
| 1926 | 1997 | 1998 | 1999 | 2000 | 2001 |
| ---- | ---- | ---- | ---- | ---- | ---- |
| 766  | ↘681 | ↘676 | ↘671 | ↗688 | ↘655 |
| 2002 | 2003 | 2004 | 2005 | 2006 | 2007 |
| ↘637 | ↘610 | ↘598 | ↗615 | ↘598 | ↘584 |
| 2008 | 2009 | 2010 | 2011 | 2012 | 2013 |
| ↗605 | ↘530 | ↗546 | ↘545 | ↗546 | ↘536 |

### Национальный состав
Согласно результатам переписи 2002 года, в национальной структуре населения русские составляли 91 %.

## Известные уроженцы
- Герасимов, Михаил Кузьмич (1920—1993) — советский лётчик, старшина. Полный кавалер ордена Славы.